# Flygblad över Berlin
Flygblad över Berlin är ett konceptalbum med Stefan Andersson, utgivet den 14 december 2018. Albumet handlar om Sverige under andra världskriget. Albumet har också blivit en krogshow som spelats på Kajskjul 8 i Göteborg.

## Låtlista[1]
1. Skagerak
2. Hart Blå X
3. Då blir jag som dom
4. Flygblad över Berlin
5. Operation Rubble
6. Eskimå
7. Sotarpojken
8. Sådant går i arv
9. Monstret i mig
10. Svarta Örnen
11. Minne från ett långsamt tåg
12. Normandie 13
13. Klockor av fred
14. Den sista vargen

## Medverkande[1]
- Stefan Andersson – gitarr, piano, sång, producent
- Zackarias Andersson – bakgrundssång
- Sebastian Hankers – basgitarr, bakgrundssång
- Johannes Bergion – cello
- Nils Olof Törnqvist – trummor
- Michael Edlund – trummor
- Mats Jenséus – elgitarr
- Magnus Thörnqvist – gitarr, bakgrundssång
- Filip Jers – munspel
- Markus Jägerstedt – keyboard
- Michael Ottosson – keyboard
- Stefan Brunzell – dragspel, keyboard
- Jan Anders Bjerger – trumpet
- Sofia Högstadius – viola
- Erika Risinger – violin
- Roger Krieg – inspelning/mixning